# Peroxomonozwavelzuur
Peroxomonozwavelzuur is een anorganisch perzuur met als brutoformule H2SO5. Het is een witte, kristallijne vaste stof die ontleedt bij ca. 45 °C. Het wordt ook Caro's zuur genoemd, naar de Duitse scheikundige Heinrich Caro, die in 1898 als eerste de bereiding van deze stof beschreef.

## Synthese
Peroxomonozwavelzuur wordt gewoonlijk bereid door de reactie van chloorsulfonzuur met waterstofperoxide:
{\displaystyle {\ce {ClSO3H + H2O2 -> H2SO5 + HCl}}}
Het kan ook bereid worden door aan een geconcentreerde oplossing van waterstofperoxide geconcentreerd zwavelzuur toe te voegen (de zogenaamde Piranha-oplossing):
{\displaystyle {\ce {H2O2 + H2SO4 -> H2SO5 + H2O}}}

## Structuur en eigenschappen
Peroxomonozwavelzuur is zeer onstabiel en gevoelig voor schokken en warmte. De opslag ervan wordt daarom afgeraden; het wordt gewoonlijk pas bereid wanneer het nodig is. Commercieel is het verkrijgbaar in een mengsel van ongeveer gelijke delen peroxomonozwavelzuur met zwavelzuur, dit is een stroperige vloeistof. De opslag kan kortstondig gebeuren bij lage temperatuur (< −15 °C).
Het tripelzout van peroxomonozwavelzuur met kalium, 2 KHSO5·KHSO4·K2SO4, is wel stabiel en transporteerbaar. Het is commercieel verkrijgbaar onder de merknaam CAROAT (Evonik Degussa) of Oxone (DuPont). Het is een wit, kristallijn, reukloos poeder. Het ontleedt slechts langzaam en kan enkele weken bewaard worden bij een temperatuur van max. 25 °C. De actieve component daarin is kaliumperoxosulfaat (KHSO5).

## Toepassingen
Peroxomonozwavelzuur wordt gebruikt bij de bereiding van verfstoffen en bleekmiddelen. Als sterk oxiderend reagens wordt het gebruikt om ketonen om te zetten in lactonen, of onverzadigde koolwaterstoffen (olefinen) om te zetten in glycolen en esters.
In de vorm van kaliumperoxosulfaat vindt het onder meer toepassing als desinfecterend middel in zwembaden en bubbelbaden, in reinigingsmiddelen voor kunstgebitten, in de elektronische industrie (etsen van printplaten), in de papierrecycling en in de afvalwaterbehandeling (oxidatie van waterstofsulfide).

## Toxicologie en veiligheid
Peroxomonozwavelzuur is een sterke oxidator. Het is zeer onstabiel en gevoelig voor warmte en schokken. De ontleding kan explosief zijn, vooral in een gesloten ruimte. De stof reageert met organische verbindingen, zoals alcoholen of aromatische verbindingen, fijne metaaldeeltjes (metaalpoeders) of gemakkelijk oxideerbare stoffen. Deze reacties kunnen heftig tot explosief zijn.
In water stelt peroxomonozwavelzuur in een evenwichtsreactie waterstofperoxide vrij:
{\displaystyle {\ce {H2SO5 + H2O <=> H2SO4 + H2O2}}}
Er zijn verschillende ongevallen gebeurd bij de bereiding en het gebruik van deze stof. In het laboratorium moet ze steeds onder een explosieveilige rookvang gehanteerd worden, en moet men ervoor zorgen dat ze niet in contact komt met reductoren.
Peroxomonozwavelzuur is een sterk irriterende stof voor huid, ogen en slijmvliezen.